# Centrala Kairo

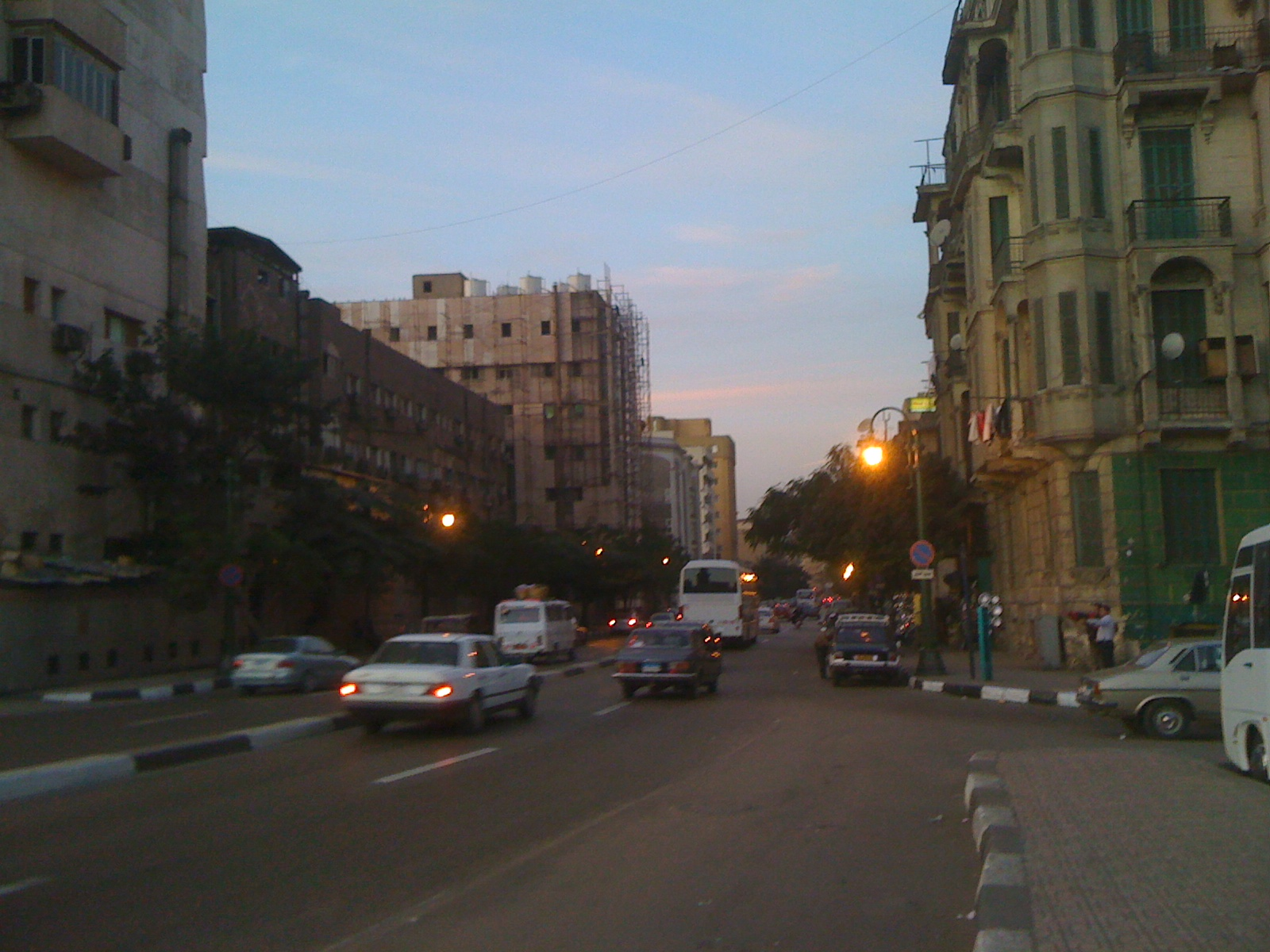
Qasr el-Ayn gatan, Centrala Kairo.

Centrala Kairo, (arabiska: وسط البلد; Wust el-Balad; med betydelsen 'stadens  centrum' trots att det ordagrant översatt betyder 'mitt i landet', har varit centrum av Kairo, Egypten sedan slutet av 1800-talet när distriktet planerades och byggdes.

## Historia
Området är ritat av prestigefyllda franska arkitekter på uppdrag av Ismail Pascha. Det var han som framhöll vikten av stadsplanering för första gången i Kairo, och att inkludera breda, räta gator i ett rutmönster med geometrisk harmoni och enligt modern europeisk arkitektur.
Området var hem åt den välmående eliten i Kairo under senare delen av 1800-talet och tidigare delen av 1900-talet. Det var en relikt av en svunnen epok — "Egyptens Belle epok" — och demonstrerade Khedivens vision av Egyptens utveckling. Men efter årtionden av försumlighet av områdets hyresvärd och hyregäster påskyndat av uttåget av den utländska delen av befolkning efter 1952 års revolution under ledning av Gamal Abdel Nasser. Den påföljande utflytten från distriktets övre samhällsklasser har lämnat de klassiska ornamenten och byggnaderna i förfall. En släpphänthet i efterlevnaden av lagar och ordning gjorde att området kommersialiserades och förändrades utan hänsyn till att bibehålla den estitiska harmonin i de historiska byggnaderna.

## Landmärken i centrum

### Groppi
En av de mest berömda glassbutikerna, och en av de tidigaste, ligger vid Talaat Harb-torget. Butiken ägdes av en italiensk ättling av Groppi-familjen, och överlevde nationaliseringen under 1950- och 1960-talet.

### Café Riche
Ett av de mest välkända landmärkena från centrala Kairo, Nr 29 på Hoda Shaarawy-gatan, är Café Riche som öppnades 1908. Kaféet har bevittnat många historiska ögonblick under det senaste århundradet: det anses var platsen där Kung Farouk såg sin andra hustru, Narriman Sadek samt där förövaren inväntade sitt offer i det misslyckades mordförsöket 1919 av Egyptens senaste koptiska statsminister Yusuf Wahba Pasha. Det var även i dess källare som motståndsrörelsen möttes under revolutionen 1919 för att organisera sig samt trycka sina flygblad.
Cafe Riche blev senare ett intellektuellt tillhåll för personer såsom Naguib Mahfouz, Taha Hussein och Ahmed Fouad Negm.

## Restaurering
Vissa grupperingar har länge krävt en nationell kampanj för att restaurera och bevara arvet från områdets arkitektur och skönhet.